# Сысоев, Даниил Прохорович
Даниил Прохорович Сысоев (1924—2002) — советский государственный деятель, председатель Волжского горисполкома (1963—1985).

## Биография
Родился 23 декабря 1924 года в Ольховская волость Царицынского уезда Царицынской губернии в казаческой семье.
В 1940—1942 годах работал весовщиком на железнодорожной станции Арчеда.
В 1942—1946 годах служил в армии, участник войны и в том числе Сталинградской битвы, освобождения Донецка, Запорожья, Румынии, Болгарии, Венгрии, Югославии, Австрии, гвардии сержант, награждён медалями «За отвагу» и «За оборону Сталинграда».
Летом 1946-го, после демобилизации, избран секретарём узлового комитета ВЛКСМ. С 1947 г. первый секретарь Фроловского райкома комсомола. Параллельно учился сначала в школе рабочей молодежи, потом в областной партийной школе.
С января 1952 года комсорг ЦК ВЛКСМ на «Сталинградгидрострое», руководил созданием комсомольско-молодёжных бригад на строительстве Сталинградской ГЭС и сам возглавлял одну из них.
С апреля 1963 по март 1985 года председатель Волжского горисполкома. Принял город с населением около 90 тысяч человек и жилым фондом 0,75 млн квадратных метров (в среднем 10 м² на одного жителя). Передал преемнику город с численностью жителей более 250 тысяч человек, с жилым фондом более 4,2 млн м², при средней обеспеченности на одного жителя 16 м².
Умер 2 сентября 2002 года.
Автор воспоминаний:
- Город юности / Д. П. Сысоев. — 2-е изд. — Волгоград : Ниж.-Волж. кн. изд-во, 1984. — 96 с. : ил.
- Сысоев Д. П. Волжский. Волгоград, 1974. 126 с.